# Papel de India

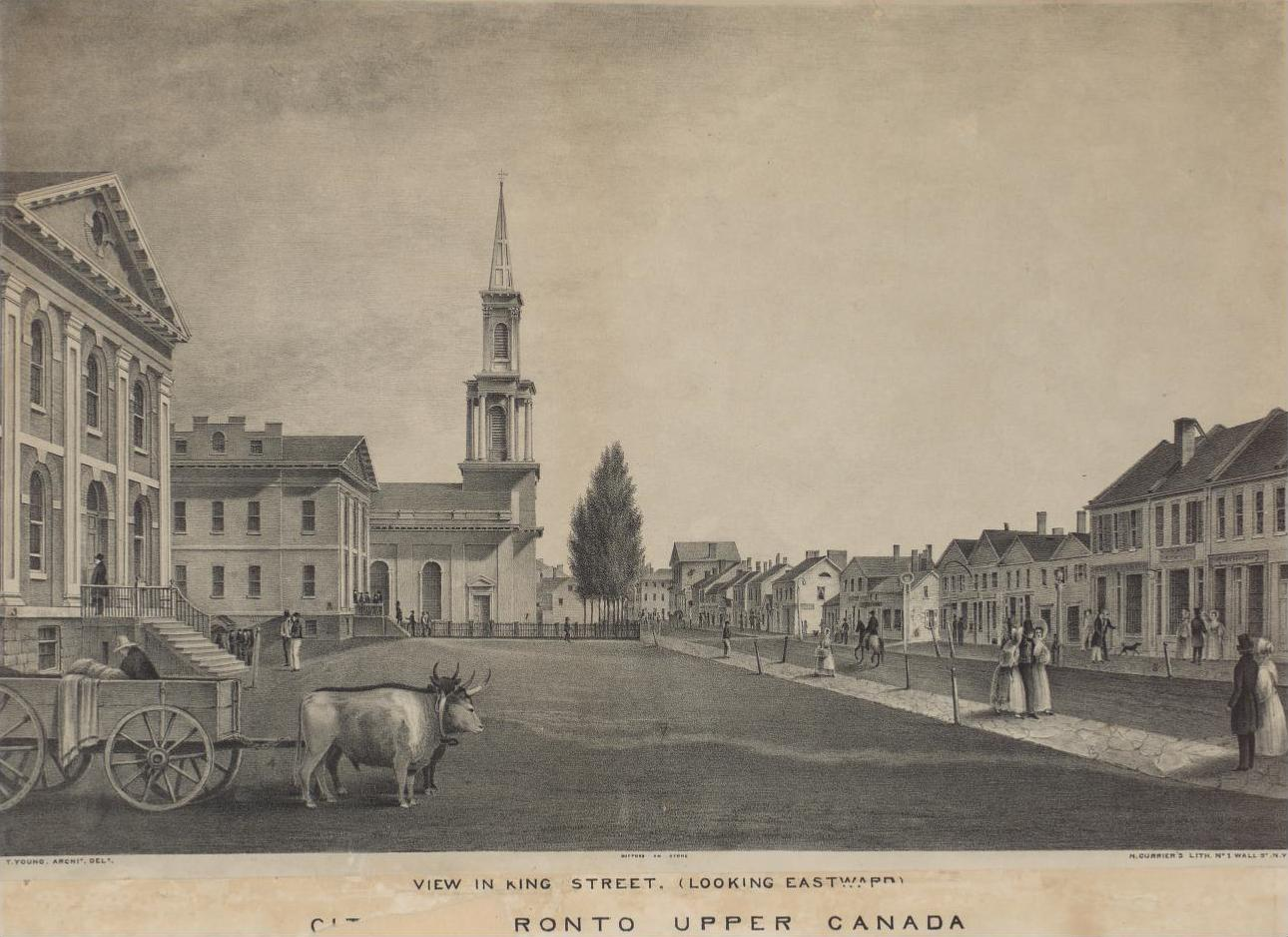
Thomas Young. Litografía sobre piedra de J.H. Bufford, impresa en papel de India por N. Currier, Nueva York.

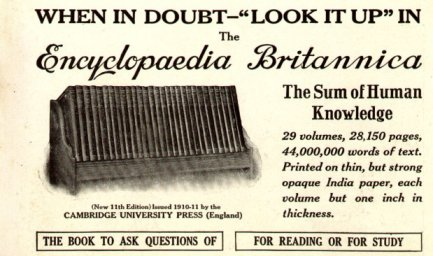
La Enciclopedia Británica de 1911 presumía de su impresión en papel de India.

El papel de India es un tipo de papel blanco delgado y opaco, originario de Asia, muy fino y resistente. Tiene un gramaje de 30 g/m2, con un volumen de 1.000 páginas por pulgada.  Recibe su nombre porque imitaba papeles finos importados del subcontinente indio.   La Enciclopedia Británica de 1911 presume de su impresión en dicho papel: "Impreso en un fino pero resistente y opaco papel de India, cada volumen de sólo una pulgada de grosor". 
Este papel era importado hacia Europa por la Compañía Holandesa de las Indias Orientales desde 1768 hasta 1875, y se destinaba principalmente a la impresión de Biblias, ya que permitía crearlas en un formato relativamente pequeño y ligero sin dejar de ser legible. Finalmente fue reemplazado por el papel biblia fabricado por la Oxford University Press.